# Elymus saxicola
Elymus saxicola là một loài thực vật có hoa trong họ Hòa thảo. Loài này được Scribn. & J.G.Sm. mô tả khoa học đầu tiên năm 1898.